# Lucy in the Sky with Diamonds
Lucy in the Sky with Diamonds è un brano musicale composto da Lennon-McCartney e registrato dai Beatles nel 1967, facente parte del loro ottavo album, Sgt. Pepper's Lonely Hearts Club Band.
La popolarità del brano oltrepassò i confini dell'ambito musicale. Nel 1974, in Etiopia, i paleontologi Donald Johanson e Tom Gray rinvennero i resti di un esemplare femmina di Australopithecus afarensis. Questa venne chiamata Lucy in onore di tale canzone, che veniva trasmessa alla radio durante gli scavi. Inoltre, a cinquant'anni luce dalla Terra, nella costellazione del Centauro, esiste una nana bianca di nome BPM 37093, scherzosamente chiamata "Lucy" sempre in onore al brano.

## Il brano

### Origine

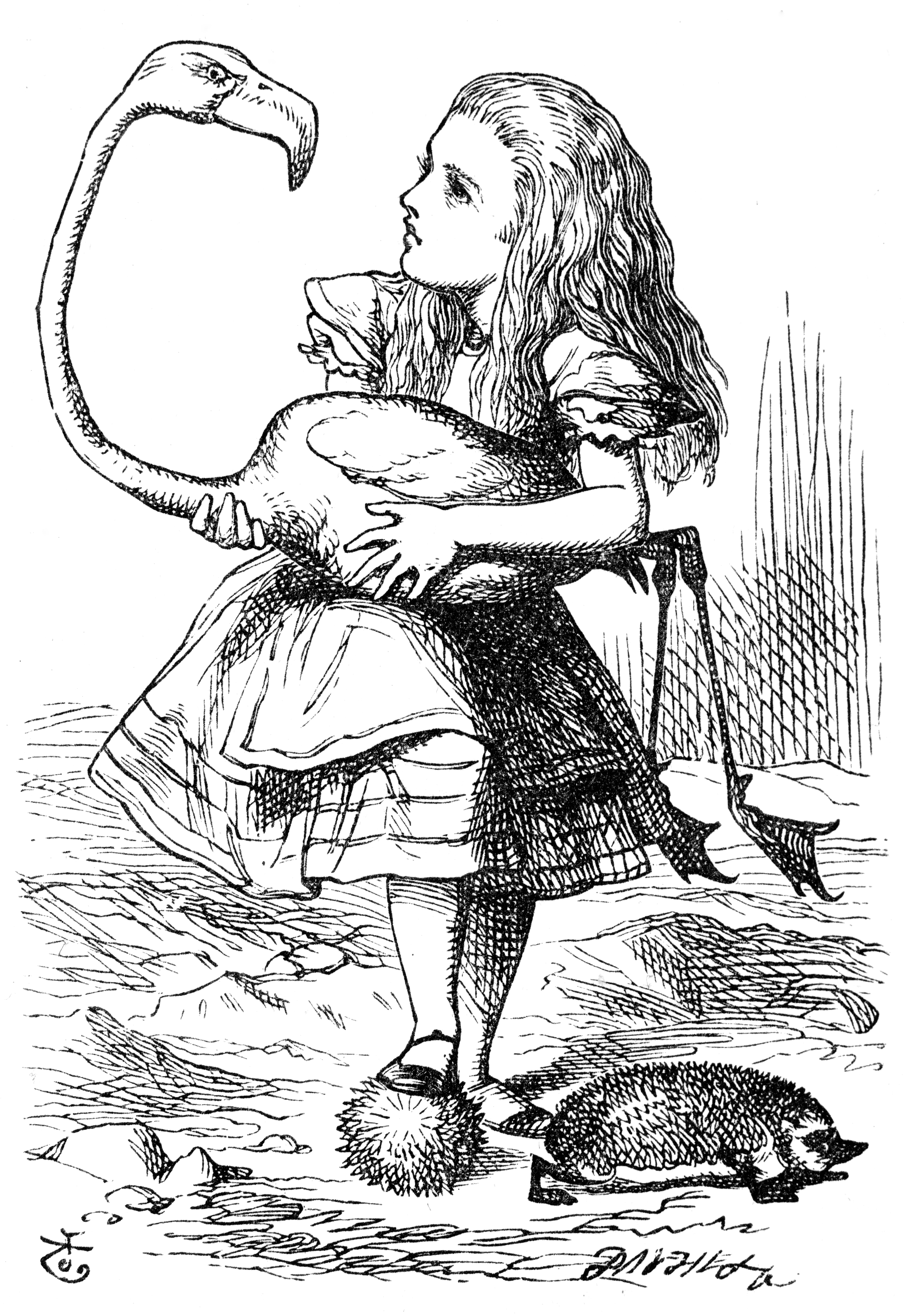
Illustrazione originale (1865) di Alice nel Paese delle Meraviglie. Lennon prese ispirazione dall'opera di Lewis Carroll per il testo della canzone.

Scritta principalmente dal solo John Lennon ma accreditata come da consuetudine alla coppia compositiva Lennon-McCartney, la canzone ha ingenerato parecchie controversie per il suo titolo, che venne interpretato come un'allusione all'LSD. Secondo questa teoria, l'acronimo del titolo della canzone si riferirebbe alla sopracitata droga (le iniziali dei sostantivi presenti nel titolo sono infatti L, S, D).
Lennon invece affermò che l'ispirazione per il titolo gli venne da un disegno di suo figlio Julian. In questo disegno si vede una compagna di classe di Julian che vola in un cielo pieno di diamanti. Tutto il testo del brano è un susseguirsi di immagini psichedeliche ispirate alle atmosfere surreali e sognanti dei celebri romanzi Alice nel Paese delle Meraviglie e Attraverso lo Specchio di Lewis Carroll del quale lo stesso Lennon era un grande ammiratore. Musicalmente, presenta un complesso arrangiamento tipico delle tarde composizioni beatlesiane. La melodia è relativamente semplice e veloce, mentre sono utilizzate diverse tonalità.

### Il disegno di Julian Lennon
L'ispirazione per la canzone venne a Lennon da suo figlio, Julian, che al ritorno da scuola gli mostrò un disegno a pastelli che aveva fatto all'asilo dove si vedeva una sua compagna di classe di nome Lucy O'Donnell ritratta mentre volava nel cielo circondata da diamanti. Interrogato dal padre su cosa rappresentasse quel bizzarro disegno scolastico, il piccolo Julian rispose senza esitazione: «Lucy, in the Sky with Diamonds» ("Lucy, in cielo con dei diamanti"). Molti anni dopo Julian disse: «Non so perché lo intitolai così o perché tra tutti i miei disegni scelsi proprio quello, ma ovviamente avevo una cotta per Lucy all'epoca. Ero solito far vedere a papà tutto quello che costruivo o dipingevo a scuola, e questo gli diede l'idea... ».
Anche secondo Ringo Starr, che essendo a casa di Lennon quel giorno fu testimone del fatto, era stato Julian a suggerire il titolo della canzone a John al ritorno dall'asilo. Lennon, pensò che il disegno fosse bellissimo e decise immediatamente di scriverci una canzone.
Lucy O'Donnel scoprì di essere la bambina del disegno che aveva ispirato Lucy in the Sky with Diamonds solo nel 1976, e quando la donna morì prematuramente nel 2009, Julian Lennon le dedicò la canzone.

### Riferimenti adAlice nel Paese delle Meraviglie
Secondo quanto riportato da Lennon e da McCartney, il testo della canzone risente ampiamente dell'influenza letteraria dell'opera di Lewis Carroll e nello specifico del mondo di Alice nel Paese delle Meraviglie. Lennon aveva letto ed era un grande ammiratore di Carroll, e il titolo del disegno di Julian gli fece venire in mente un capitolo del libro Attraverso lo specchio e quel che Alice vi trovò, intitolato Lana e acqua, dove Alice galleggia in una "barca sotto un cielo soleggiato":
(John Lennon)
A proposito della composizione del pezzo, McCartney ricordò: «John aveva il titolo e aveva la prima strofa. Cominciava molto come Alice nel Paese delle Meraviglie: "Immaginati su una barca sul fiume... ", molto Alice. Ogni tanto si interrompe e vede Lucy in cielo con dei diamanti. Questa Lucy era Dio, la Grande Figura, il Coniglio Bianco». Aggiunse in seguito di aver aiutato Lennon a finire la canzone a casa sua a Kenwood, St. George's Hill, fornendo nello specifico il verso che parla di «newspaper taxis» e «cellophane flowers»; fatto confermato da Lennon in un'intervista del 1968 concessa alla rivista Rolling Stone.
Nel 2011 il manoscritto originale del testo di Lucy in the Sky with Diamonds è stato venduto all'asta per 230,000 dollari.

### Presunti riferimenti lisergici
Speculazioni circa la connessione non casuale tra le iniziali del titolo Lucy in the Sky with Diamonds e la droga lisergica LSD iniziarono a circolare già poco tempo dopo la pubblicazione di Sgt. Pepper's Lonely Hearts Club Band nel giugno 1967. Nello stesso mese, Paul McCartney aveva rilasciato due interviste dove aveva ammesso di aver preso tale droga. In seguito Lennon disse di essere rimasto sorpreso dalle molteplici voci che giravano su come nel titolo del pezzo ci fosse nascosto un riferimento all'LSD, affrettandosi a smentire la diceria dichiarando che la canzone "non trattava assolutamente di acidi", e di come fosse "inconsapevole che le iniziali dessero la sigla LSD". Lennon dichiarò: «Finché qualcuno non me l'ha fatto notare, non ci ho mai nemmeno pensato. Voglio dire, chi si sarebbe mai preso la briga di guardare le iniziali di un titolo? ... Non è una "drug song"».
Tuttavia, le smentite non sortirono l'effetto sperato, e nel 1967 la canzone venne messa al bando dalla BBC per i presunti riferimenti alle droghe psichedeliche.
Paul McCartney, nonostante non fosse l'autore principale del brano, confermò la tesi di Lennon in varie occasioni, sin dal 1968:
(Paul McCartney, 1968)
Nel corso di un'intervista concessa alla rivista Uncut nel 2004, McCartney ammise che era "abbastanza ovvio" che in alcune canzoni dei Beatles dell'epoca ci fossero dei riferimenti alle droghe, includendo anche Lucy in the Sky with Diamonds, sebbene attenuasse poi la sua dichiarazione dicendo: «È facile sopravvalutare l'influenza delle droghe sulla musica dei Beatles».
In conclusione, è comunque possibile che Lennon abbia mutuato la trovata di usare le iniziali di una canzone per veicolare un messaggio nascosto, come si dice abbia fatto nel brano, da Lewis Carroll. Egli infatti aveva scritto una intera poesia le cui iniziali di ogni verso formano il nome Alice Pleasant Liddell, la bambina alla quale si ispirò per Alice nel Paese delle Meraviglie.

### Registrazione
La registrazione di Lucy in the Sky with Diamonds ebbe inizio durante una sessione del 28 febbraio 1967 allo Studio 2 di Abbey Road (all'epoca ancora EMI Studios). I Beatles provarono il pezzo per otto ore, ma la traccia base strumentale venne completata solo la sera successiva. Nella prima take, la pista 1 contiene chitarra acustica e pianoforte, la pista 2 l'organo Lowrey suonato da McCartney, la 3 la batteria di Starr, e la 4 la voce di Lennon. La take 8 rimpiazzò la voce guida di Lennon con il tanbur suonato da Harrison. Le quattro piste di questa take furono poi mixate insieme e registrate sopra la prima traccia del secondo nastro a quattro piste. Il 2 marzo, furono aggiunte sulle piste 2 e 3 la voce raddoppiata di Lennon, accompagnata da McCartney ai cori. Il basso di McCartney e la chitarra solista di Harrison occuparono la quarta pista. Furono approntati ben undici missaggi mono della canzone durante la seduta del 2 marzo, ma furono tutti scartati in favore del mix finale creato il 3 marzo. Il missaggio stereo fu eseguito il 7 aprile.
Varie outtakes della sessione di registrazione del pezzo sono state ufficialmente pubblicate nel corso degli anni. In Anthology 2 (1996), venne inserito un mix editato, con elementi presi dalle take sei, sette, ed otto, mentre la prima take è stata inclusa nel secondo disco della "50th Anniversary Edition" di Sgt. Pepper's nel 2017. La deluxe edition di quest'ultimo composta da 6 dischi, contiene inoltre anche la take 5 e l'ultimo degli undici missaggi mono eseguiti il 2 marzo 1967.

## Formazione
The Beatles
- John Lennon - voce raddoppiata, maracas
- Paul McCartney - armonie vocali, organo Lowrey, basso
- George Harrison - chitarra solista e acustica, tanbur
- Ringo Starr - batteria

Crediti
- George Martin - produttore, pianoforte

## Cover

### Versione di Elton John
La reinterpretazione più popolare di Lucy in the Sky with Diamonds è senz'ombra di dubbio quella di Elton John, del 1974. In questo pezzo John Lennon appare alla chitarra e ai cori, sotto lo pseudonimo di Dr. Winston O'Boogie. Questa versione raggiunse il primo posto nella classifica americana Billboard Hot 100 per due settimane ed in quella canadese per quattro settimane ed il decimo in quella inglese e apparve in un documentario del 1976 (All This and World War II). La B-side, One Day at a Time, è un altro brano di Lennon cantato da Elton (facente parte dell'album Mind Games): anche qui, l'ex-Beatle suona la chitarra, come nella A-side.
Riguardo alla collaborazione tra Elton John e John Lennon, particolare attenzione merita la vicenda del brano Whatever Gets You Thru the Night, composto dal secondo: Elton, convinto delle potenzialità del pezzo, durante le registrazioni aveva fatto promettere al suo autore che, se la canzone fosse arrivata al Numero Uno in America, l'ex-Beatle sarebbe apparso dal vivo come ospite durante un suo concerto. Così accade: Whatever Gets You Thru The Night raggiunge la prima posizione in classifica e durante un concerto al Madison Square Garden tenutosi il 28 novembre 1974, Elton ospita Lennon in tre duetti. I due suonano il brano in questione, I Saw Her Standing There (Lennon introduce quest'ultimo pezzo così: «Voglio ringraziare Elton e i ragazzi per questa serata. Abbiamo provato a pensare ad un numero col quale finire e andarcene, e abbiamo pensato di fare un numero di un mio vecchio fidanzato chiamato Paul. Questa è una canzone che non ho mai cantato, è un vecchio numero dei Beatles e lo conosciamo appena») e, per l'appunto, Lucy in the Sky with Diamonds.
L'esibizione al Madison Square Garden sarà l'ultima apparizione sul palco di John Lennon, assassinato nel 1980: secondo la mitologia pop, sarà anche l'occasione in cui Yōko Ono si riunirà all'ex-Beatle (dopo il cosiddetto Lost Weekend). La scena sarà anche riproposta nel film John and Yoko: A Love Story (1985).
Nel 1981, i tre brani del concerto eseguiti con Lennon apparvero nell'EP di Elton 28 November 1974.
Essi apparvero anche nella versione rimasterizzata del 1995 dell'album Here and There (1976), nella versione rimasterizzata del 1995 dell'album Captain Fantastic and the Brown Dirt Cowboy (1975) e nella versione Deluxe del 2005 dello stesso album, oltre che nel Lennon box set.
Riguardo a Lucy in the Sky with Diamonds, Elton ha dichiarato:

### Altre versioni
- Nel 1968, William Shatner nell'album The Transformed Man.
- Nel 1977, la London Symphony Orchestra nell'album Classic Rock.
- Nel 1978, Natalie Cole nell'album Natalie Live!.
- Nel 1978, gli Stargard nel film Sgt. Pepper's Lonely Hearts Club Band.
- Nel 1987, i The Hooters come B-side del singolo Johnny B.
- Nel 1987, il pianista e compositore John Bayless nel suo album Bach on Abbey Road.
- Nel 1988, i The Christians nella compilation Sgt. Pepper Knew My Father.
- Nel 1988, Frank Zappa fece una parodia della canzone durante i suoi concerti intitolandola Louisiana Hooker with Herpes, con un testo che faceva riferimento allo scandalo sessuale che aveva coinvolto il predicatore televisivo Jimmy Swaggart.
- Nel 1992, Marilyn Manson & the Spooky Kids parodiarono la canzone con il titolo Luci in the Sky with Demons sulla cassetta The Family Jams.
- Nel 1996, la messicana Betsy Pecanins sull'album Solo Beatles.
- Nel 2001, The Black Crowes nella colonna sonora del film Mi chiamo Sam.
- Nel 2001, la cantante brasiliana Rita Lee nell'album Aqui, Ali, Em Qualquer Lugar.
- Nel 2003, Hyde sul singolo Horizon.
- Nel 2004, Jan Linton (come "Dr Jan Guru") nell'album Planet Japan.[34]
- Nel 2005, Katie Melua nell'album Piece by Piece.
- Nel 2006, PUFFY nel singolo Hataraku Otoko.
- Nel 2007, Bono Vox e The Edge eseguirono la canzone nel film Across the Universe.
- Nel 2007, gli Athlete incisero il brano per lo show della BBC Radio 2 in occasione del quarantesimo anniversario di Sgt. Pepper's tenutosi agli Abbey Road Studios. Lo show venne trasmesso il 2 giugno 2007.
- Nel 2009, gli Easy Star's Lonely Hearts Dub Band nella loro rilettura integrale in stile reggae dell'album Sgt. Pepper's.
- Nel 2009, i Cheap Trick pubblicarono Sgt. Pepper Live, che include anche la loro versione di Lucy in the Sky with Diamonds.
- Nel 2012, Mac Miller campionò l'introduzione del brano per la sua canzone Desperado.
- Nel 2013, l'artista Dan Torres pubblicò una versione della canzone per la sigla della telenovela Império.[35][36]
- Nel 2014, i Flaming Lips su singolo. La loro versione contiene il contributo vocale da parte di Miley Cyrus e Moby.
- Nel 2016, Pink eseguì la canzone per la serie animata di Netflix Beat Bugs.[37]

## Riferimenti in altre opere
Anche a causa del suo presunto significato allusivo, Lucy in the Sky with Diamonds è un brano molto citato. Gli stessi Beatles ne fanno menzione in I Am the Walrus; i Pink Floyd in Let There Be More Light, nell'album A Saucerful of Secrets, i Dream Theater nella canzone Octavarium dell'album omonimo Octavarium del 2005, i Kasabian nella canzone La Fee Verte dell'album Velociraptor!, i Clash nella canzone Julie's Been Working for the Drug Squad, Ivan Graziani nella canzone Lucetta fra le stelle, Venerus nella canzone Lucy.